# Голос молоді
Голос молоді (пол. Głos Młodzieży) — польськомовне пропагандистське періодичне видання для молодих читачів, що виходило в Києві з 1925 року. Офіційний підзаголовок: «двомісячник робітничо-селянської молоді радянської України».
Спочатку видавалося як додаток до газети «Серп». Із 1927 року кожні два тижні часопис випускав «Літературну сторіночку» (пол. Stroniczka Literacka), метою якої був пошук літературних талантів серед польськомовної молоді в УСРР та надання можливості виходу у світ їхніх творів.